# Werner Ryhninger
Werner Viktor Emanuel Ryhninger, född 26 oktober 1900 i Visby domkyrkoförsamling, Gotlands län, död 6 september 1985 i Falsterbo församling, Skåne, var en svensk stadsfiskal och biträdande riksåklagare.

## Biografi
Ryhninger avlade studentexamen i Visby 1920 och tog juris kandidatexamen i Stockholm 1926. Han blev förste amanuens i kammarrätten 1933, tillförordnad stadsfiskal i Stockholm 1938 och biträdande stadsfiskal 1939. Ryhninger var stadsfiskal i Stockholm 1941–1964 och var biträdande riksåklagare 1964–1967.
Ryhninger var stadsfiskal i samband med Enbomaffären i början av 1950-talet. Han är begravd på Norra kyrkogården i Visby.

## Utmärkelser
- Riddare av Vasaorden (RVO) [6]